# Toscano Antica Riserva
Il Toscano Antica Riserva è il sigaro di punta della gamma dei Toscano realizzati a macchina presso la manifattura di Lucca. È stato presentato al pubblico nel 1993 ed è disponibile in una confezione da 8 sigari, oltre che nella classica confezione da 2.

## Caratteristiche
Caratteristiche distintive del Toscano Antica Riserva secondo "il Toscano" e "Il Toscano nel Bicchiere":
- Manifattura di produzione: Lucca
- Tempo di maturazione e stagionatura: 12 mesi
- Fascia: Kentucky nordamericano
- Ripieno: tabacco nazionale più i ritagli della fascia
- Aspetto: marrone scuro
- Fabbricazione: a macchina
- Lunghezza: 165  +/- 1[1] ; 160[2] mm
- Diametro pancia: 16,5[1] ; 15[2] mm
- Diametro punte: 9,5 +/- 0,5[1]; 10[2] mm
- Volume: 22,4 ml
- Peso: circa 9,5[1] ; 10[2] g (variabile)
- Densità: 0,429[1] ; 0,446[2] g/ml
- Anno di uscita: 1992
- Disponibilità: in produzione
- Fascetta: volto della Venere del Botticelli.